# Championnats d'Asie de judo 2004
Navigation
Édition précédente Édition suivante
Les championnats d'Asie de judo 2004, dix-septième édition des championnats d'Asie de judo, ont eu lieu les 15 et 16 mai 2004 à Almaty, au Kazakhstan.